# World RX de Canadá 2018
El World RX de Canadá 2018, oficialmente Grand Prix de Trois-Rivières - World RX of Canadá es una prueba de Rallycross en Canadá válida para el Campeonato Mundial de Rallycross. Se celebró en el Circuito de Trois-Rivières en Trois-Rivières, Quebec, Canadá.
Johan Kristoffersson consiguió su cuarta victoria consecutiva y sexta de la temporada a bordo de su Volkswagen Polo GTI, seguido de Timmy Hansen y Sébastien Loeb.
En RX2 el sueco Oliver Eriksson consiguió su segunda victoria en la temporada, seguido del belga Guillaume De Ridder y estadounidense Cole Keatts.

## Supercar

### Series
| Pos. | No. | Piloto               | Equipo                 | Auto              | Q1  | Q2  | Q3  | Q4  | Pts |
| ---- | --- | -------------------- | ---------------------- | ----------------- | --- | --- | --- | --- | --- |
| 1    | 1   | Johan Kristoffersson | PSRX Volkswagen Sweden | Volkswagen Polo R | 10º | 7º  | 1º  | 1º  | 16  |
| 2    | 9   | Sébastien Loeb       | Team Peugeot Total     | Peugeot 208       | 1º  | 1º  | 12º | 6º  | 15  |
| 3    | 11  | Petter Solberg       | PSRX Volkswagen Sweden | Volkswagen Polo R | 3º  | 3º  | 5º  | 3º  | 14  |
| 4    | 21  | Timmy Hansen         | Team Peugeot Total     | Peugeot 208       | 6º  | 5º  | 4º  | 2º  | 13  |
| 5    | 5   | Mattias Ekström      | EKS Audi Sport         | Audi S1           | 2º  | 2º  | 14º | 4º  | 12  |
| 6    | 13  | Andreas Bakkerud     | EKS Audi Sport         | Audi S1           | 9º  | 4º  | 2º  | 7º  | 11  |
| 7    | 68  | Niclas Grönholm      | GRX Taneco Team        | Hyundai i20       | 4º  | 8º  | 6º  | 5º  | 10  |
| 8    | 71  | Kevin Hansen         | Team Peugeot Total     | Peugeot 208       | 5º  | 6º  | 3º  | 10º | 9   |
| 9    | 96  | Kevin Eriksson       | Olsbergs MSE           | Ford Fiesta       | 7º  | 9º  | 8º  | 9º  | 8   |
| 10   | 6   | Jānis Baumanis       | STARD                  | Ford Fiesta       | 8º  | 10º | 7º  | 12º | 7   |
| 11   | 7   | Timur Timerzyanov    | GRX Taneco Team        | Hyundai i20       | 12º | 13º | 13º | 8º  | 6   |
| 12   | 4   | Robin Larsson        | Olsbergs MSE           | Ford Fiesta       | 13º | 11º | 9º  | 13º | 5   |
| 13   | 74  | Jérôme Grosset-Janin | GC Kompetition         | Renault Mégane RS | 11º | 15º | 10º | 11º | 4   |
| 14   | 66  | Grégoire Demoustier  | Sébastien Loeb Racing  | Peugeot 208       | 15º | 14º | 11º | 14º | 3   |
| 15   | 36  | Guerlain Chicherit   | GC Kompetition         | Renault Mégane RS | 14º | 12º | 15º | 15º | 2   |

### Semifinales
Semifinal 1
| Pos. | No. | Piloto               | Equipo                 | Tiempo    | Pts |
| ---- | --- | -------------------- | ---------------------- | --------- | --- |
| 1    | 1   | Johan Kristoffersson | PSRX Volkswagen Sweden | 05:01.714 | 6   |
| 2    | 5   | Mattias Ekström      | EKS Audi Sport         | +1.130    | 5   |
| 3    | 11  | Petter Solberg       | PSRX Volkswagen Sweden | +1.587    | 4   |
| 4    | 68  | Niclas Grönholm      | GRX Taneco Team        | +4.245    | 3   |
| 5    | 96  | Kevin Eriksson       | Olsbergs MSE           | +4.785    | 2   |
| 6    | 7   | Timur Timerzyanov    | GRX Taneco Team        | +9.055    | 1   |

Semifinal 2
| Pos. | No. | Piloto           | Equipo             | Tiempo     | Pts |
| ---- | --- | ---------------- | ------------------ | ---------- | --- |
| 1    | 21  | Timmy Hansen     | Team Peugeot Total | 05:03.484  | 6   |
| 2    | 6   | Jānis Baumanis   | STARD              | +12.802    | 5   |
| 3    | 9   | Sébastien Loeb   | Team Peugeot Total | +17.958    | 4   |
| 4    | 13  | Andreas Bakkerud | EKS Audi Sport     | +19.337    | 3   |
| 5    | 71  | Kevin Hansen     | Team Peugeot Total | +3 Vueltas | 2   |
| 6    | 4   | Robin Larsson    | Olsbergs MSE       | +5 Vueltas | 1   |

### Final
| Pos. | No. | Piloto               | Equipo                 | Tiempo    | Pts |
| ---- | --- | -------------------- | ---------------------- | --------- | --- |
| 1    | 1   | Johan Kristoffersson | PSRX Volkswagen Sweden | 05:00.190 | 8   |
| 2    | 21  | Timmy Hansen         | Team Peugeot Total     | +0.696    | 5   |
| 3    | 9   | Sébastien Loeb       | Team Peugeot Total     | +2.147    | 4   |
| 4    | 5   | Mattias Ekström      | EKS Audi Sport         | +3.366    | 3   |
| 5    | 11  | Petter Solberg       | PSRX Volkswagen Sweden | +4.038    | 2   |
| 6    | 6   | Jānis Baumanis       | STARD                  | +9.950    | 1   |

## RX2 International Series

### Series
| Pos. | No. | Piloto               | Equipo                    | Q1  | Q2  | Q3  | Q4  | Pts |
| ---- | --- | -------------------- | ------------------------- | --- | --- | --- | --- | --- |
| 1    | 16  | Oliver Eriksson      | Olsbergs MSE              | 2º  | 1º  | 1º  | 1º  | 16  |
| 2    | 96  | Guillaume De Ridder  | Olsbergs MSE              | 1º  | 4º  | DNF | 5º  | 15  |
| 3    | 21  | Conner Martell       | Team Faren                | 3º  | 5º  | 5º  | 7º  | 14  |
| 4    | 2   | Ben-Philip Gundersen | JC Raceteknik             | 5º  | 3º  | 2º  | 13º | 13  |
| 5    | 22  | Sami-Matti Trogen    | Set Promotion             | 11º | 7º  | 7º  | 2º  | 12  |
| 6    | 55  | Vasily Gryazin       | Sport Racing Technologies | 7º  | 11º | 4º  | 3º  | 11  |
| 7    | 77  | Henrik Krogstad      | JC Raceteknik             | 12º | 2º  | 6º  | 8º  | 10  |
| 8    | 6   | William Nilsson      | JC Raceteknik             | 10º | 13º | 3º  | 4º  | 9   |
| 9    | 65  | Jami Kalliomäki      | Set Promotion             | 9º  | 8º  | 8º  | 6º  | 8   |
| 10   | 53  | Cole Keatts          | Olsbergs MSE              | 8º  | 10º | 10º | 10º | 7   |
| 11   | 69  | Sondre Evjen         | JC Raceteknik             | 4º  | 9º  | DNF | 11º | 6   |
| 12   | 8   | Simon Wågø Syversen  | Set Promotion             | 13º | 6º  | 12º | 12º | 5   |
| 13   | 50  | Nathan Heathcote     | Team Faren                | 6º  | DNF | DNF | 9º  | 4   |
| 14   | 12  | Anders Michalak      | Anders Michalak           | 15º | 12º | 9º  | 14º | 3   |
| 15   | 66  | Albert Llovera       | Albert Llovera            | 14º | 14º | 11º | 15º | 2   |

### Semifinales
Semifinal 1
| Pos. | No. | Piloto            | Equipo        | Tiempo   | Pts |
| ---- | --- | ----------------- | ------------- | -------- | --- |
| 1    | 16  | Oliver Eriksson   | Olsbergs MSE  | 5:25.149 | 6   |
| 2    | 21  | Conner Martell    | Team Faren    | +1.296   | 5   |
| 3    | 22  | Sami-Matti Trogen | Set Promotion | +2.094   | 4   |
| 4    | 77  | Henrik Krogstad   | JC Raceteknik | +3.365   | 3   |
| 5    | 65  | Jami Kalliomäki   | Set Promotion | +6.838   | 2   |
| 6    | 69  | Sondre Evjen      | JC Raceteknik | +7.353   | 1   |

Semifinal 2
| Pos. | No. | Piloto               | Equipo                    | Tiempo   | Pts |
| ---- | --- | -------------------- | ------------------------- | -------- | --- |
| 1    | 55  | Vasily Gryazin       | Sport Racing Technologies | 5:29.124 | 6   |
| 2    | 96  | Guillaume De Ridder  | Olsbergs MSE              | +0.599   | 5   |
| 3    | 53  | Cole Keatts          | Olsbergs MSE              | +1.954   | 4   |
| 4    | 6   | William Nilsson      | JC Raceteknik             | +2.927   | 3   |
| 5    | 8   | Simon Wågø Syversen  | Set Promotion             | +21.001  | 2   |
| 6    | 2   | Ben-Philip Gundersen | JC Raceteknik             | +21.731  | 1   |

### Final
| Pos. | No. | Piloto              | Equipo                    | Tiempo     | Pts |
| ---- | --- | ------------------- | ------------------------- | ---------- | --- |
| 1    | 16  | Oliver Eriksson     | Olsbergs MSE              | 5:23.051   | 8   |
| 2    | 96  | Guillaume De Ridder | Olsbergs MSE              | +2.721     | 5   |
| 3    | 53  | Cole Keatts         | Olsbergs MSE              | +4.636     | 4   |
| 4    | 55  | Vasily Gryazin      | Sport Racing Technologies | +6.170     | 3   |
| 5    | 22  | Sami-Matti Trogen   | Set Promotion             | +43.137    | 2   |
| 6    | 21  | Conner Martell      | Team Faren                | +4 Vueltas | 1   |

## Campeonatos tras la prueba
| Pos | Piloto               | Pts | Dif |
| --- | -------------------- | --- | --- |
| 1   | Johan Kristoffersson | 195 |     |
| 2   | Sébastien Loeb       | 140 | +55 |
| 3   | Timmy Hansen         | 140 | +55 |
| 4   | Andreas Bakkerud     | 139 | +56 |
| 5   | Petter Solberg       | 139 | +56 |

| Pos | Piloto               | Pts | Dif |
| --- | -------------------- | --- | --- |
| 1   | Oliver Eriksson      | 125 |     |
| 2   | Guillaume De Ridder  | 114 | +11 |
| 3   | Henrik Krogstad      | 89  | +36 |
| 4   | Vasily Gryazin       | 85  | +40 |
| 5   | Ben-Philip Gundersen | 83  | +42 |

- Nota: Solamente se incluyen las cinco posiciones principales.